# Парагвайсько-уругвайські відносини
Парагвайсько-уругвайські відносини — двосторонні дипломатичні відносини між Парагваєм та Уругваєм.

## Історія
Хосе Артігас Хервасіо, найзнаменитіший історичний діяч Уругваю, провів останні 30 років життя у вигнанні у Парагваї. У 1920 році в Парагваї його ім'ям було названо школу. В результаті Парагвайської війни, в якій Уругвай разом з Аргентиною та Бразилією воював проти Парагваю, Парагвай зазнав поразки та його втрати, за деякими даними, склали 90 % дорослого чоловічого населення (населення з 525 тис. — 1,35 млн осіб, за різними оцінками до війни зменшилося до 221 тис. після неї (1871), з яких тільки 28 тис. були дорослими чоловіками).

## Економіка
Станом на 2014 рік двостороння торгівля між країнами була на високому рівні.